# Волкова, Олеся Константиновна
Олеся Константиновна Волкова (в девичестве Овсейчук) (10 декабря 1985 года) — российская самбистка и дзюдоистка, чемпионка и призёр чемпионатов России по дзюдо, призёр чемпионатов России по самбо, чемпионка и призёр чемпионатов Европы по самбо, мастер спорта России. Выступает за клуб «Динамо» (Рязань). Член сборной команды страны с 2006 года.

## Спортивные результаты
- Чемпионат России по дзюдо 2009 года — ;
- Чемпионат России по дзюдо 2013 года — ;
- Чемпионат России по самбо среди женщин 2008 года — ;
- Чемпионат России по самбо среди женщин 2009 года — ;
- Чемпионат России по самбо среди женщин 2014 года — ;

## Семья
Муж и тренер — самбист и дзюдоист, мастер спорта России международного класса, чемпион России по дзюдо 2010 года Андрей Волков. Трое детей.